# Николасвил (Кентаки)
Николасвил (енгл. Nicholasville) град је у америчкој савезној држави Кентаки.

## Демографија
По попису из 2010. године број становника је 28.015, што је 8.335 (42,4%) становника више него 2000. године.
| Група             | 2000.          | 2010.          |
| Белци             | 18.186 (92,4%) | 25.031 (89,3%) |
| Афроамериканци    | 862 (4,4%)     | 1.194 (4,3%)   |
| Азијати           | 56 (0,3%)      | 153 (0,5%)     |
| Хиспаноамериканци | 296 (1,5%)     | 991 (3,5%)     |
| Укупно            | 19.680         | 28.015         |